# Gut gegen Nordwind (Film)
Gut gegen Nordwind ist ein deutscher Spielfilm der Regisseurin Vanessa Jopp aus dem Jahr 2019. Das Drama entstand nach einem Drehbuch von Jane Ainscough und basiert auf dem gleichnamigen Briefroman des österreichischen Schriftstellers Daniel Glattauer, der 2006 im Deuticke Verlag veröffentlicht wurde. Es erzählt von Emma und Leo, dargestellt von Nora Tschirner und Alexander Fehling, die sich durch Zufall per E-Mail kennenlernen und trotz ihrer familiären Hintergründe und ohne einander jemals persönlich gesehen zu haben im Laufe der Zeit ineinander verlieben.
Der Spielfilm wurde von der Komplizen Film in Koproduktion mit Erfttal Film und Deutsche Columbia Pictures hergestellt und zwischen April und Juni 2018 in Nordrhein-Westfalen und Schleswig-Holstein gedreht. Neben Tschirner und Fehling traten unter anderem Ulrich Thomsen, Ella Rumpf, Claudia Eisinger und Lisa Tomaschewsky vor die Kamera. Der deutsche Kinostart folgte am 12. September im Sony-Pictures-Verleih. Bei Kritikern stieß die Produktion nach Veröffentlichung auf überwiegend positives Echo.

## Handlung
Emma Rothner möchte ihr Abonnement der Zeitschrift Like kündigen. Ihre E-Mail landet jedoch wegen eines Tippfehlers in der Adresse unbeabsichtigt bei dem Linguisten Leo Leike. Es beginnt ein digitaler Wortwechsel zwischen den sich fremden Protagonisten. Da Leo findet, dass der Name „Emma“ zu altbacken klingt, nennt er sie kurzerhand „Emmi“, das sei modern und passe besser zu ihr. Anfängliche Beleidigungen („passiv-aggressiver Idiot“) wechseln zu eloquenten Feststellungen („Worte sind beides: ‚Maske und Enthüllung‘“). Die E-Mail-Korrespondenz erscheint entweder als Text projiziert oder im Voiceover. Leo steht später auf Emmas E-Mail-Verteiler für Weihnachtsgrüße, die ihn gerade zu dem Zeitpunkt erreichen, als er erfährt, dass seine „On-Off-Beziehung“ zu Marlene wieder mal gescheitert ist.
Emmi behauptet, glücklich mit dem deutlich älteren Stardirigenten Bernhard Rothner verheiratet zu sein, der zwei Kinder von 11 und 16 Jahren mit in die Ehe brachte. Man erfährt, dass Bernhards erste Ehefrau durch einen Autounfall ums Leben gekommen ist. Die Verbindung zur Musik brachte Bernhard und Emma zusammen und sie führen nach außen hin ein solides und zumindest nicht unglückliches Familienleben.
Emmi und Leo versichern, sich nicht gegenseitig zu googeln, und können so ihr illusionäres Traumbild beibehalten.
Anfänglich für Emma eine Abwechslung zum Familienalltag und für Leo eine Flucht vor dem Trennungsschmerz, entwickelt sich mit der Zeit ein intensiver und persönlicher E-Mail-Austausch auf einer virtuellen Insel abseits des schnöden Alltags, in dessen Verlauf beide Gedanken und Gefühle austauschen und sich mit großer Offenheit immer intimer werdende Details anvertrauen.
Leo glaubt, Emmi in einer Menschenmenge erkennen zu können. Sie vereinbaren, zu einer bestimmten Zeit im Café Huber zu sein, wollen sich dort aber nicht gegenseitig zu erkennen geben. Anschließend mutmaßen sie, wer der jeweils andere gewesen sein könnte. Emmi fand nur eine Person interessant. Diese saß aber mit dem Rücken zu ihr und war mit einer anderen Frau im Café. In einer Rückblende sieht man, dass es sich bei diesem Mann tatsächlich um Leo handelte, der mit seiner Schwester Adrienne im Café war. Adrienne hatte drei potentielle Emmis ausfindig gemacht: In eine davon könnte sich Leo ihrer Meinung nach sogar verlieben. Ein weiteres Treffen scheitert am plötzlichen Tod von Leos Mutter.
Beide verlieben sich ineinander, ohne dass sie sich persönlich begegnet wären. Das Verhältnis zu Bernhard wird im Gegenzug distanzierter. Emmi gesteht Leo, dass sie mit seinen Worten viel besser einschlafen kann, wenn sie wieder mal der „Nordwind“ plagt. Bernhard Rothner liest den E-Mail-Austausch von Leo und seiner Frau und bittet Leo daraufhin verzweifelt, sich mit Emma zu treffen und sogar mit ihr zu schlafen. Erst dann, meint er, würde Leo zu einer realen Person, gegen die er ankämpfen könne. Leo wird distanziert, ohne Emmi gegenüber etwas von diesem Vorfall zu erwähnen. Nach ein paar Tagen teilt er Emmi mit, dass er eine Universitätsstelle in Boston angenommen habe und er sich wünsche, eine Frau „auf normalem Wege“ kennenzulernen. Zuvor möchte Leo sich jedoch noch ein einziges Mal mit Emmi treffen. Diese geplante Begegnung wird mit erotischen Fantasien ausgemalt. So will Leo Emmi im Dunklen küssen, ohne sie zuvor gesehen zu haben.
Bernhard verabschiedet Emma mit den Worten „Amüsiere dich gut, Emmi“, obwohl er sie gewöhnlich „Emma“ nennt. Schockiert geht Emma nicht zum vereinbarten Treffen mit Leo und schreibt ihm später eine E-Mail. Umgehend erhält sie eine automatisch generierte Mail, die ihr mitteilt, dass diese E-Mail-Adresse nicht mehr existiert und Nachrichten an diese gelöscht werden. Als Leo gerade in ein Taxi zum Flughafen steigen will, kommt Emma in der Schlussszene angelaufen – ein offenes Ende, das ein mögliches Happy End dieser virtuellen Romanze andeutet.

## Produktion
Gut gegen Nordwind wurde vom 17. April bis 20. Juni 2018 in Nordrhein-Westfalen sowie an der Nordseeküste Schleswig-Holsteins (hauptsächlich Sylt) gedreht. Der gemeinsame Wohnort der Charaktere mit dem Kennzeichen „T“ ist dabei eine fiktive Stadt, für die unter anderem in Köln und Düsseldorf gedreht wurde.
Die Herstellung übernahm Komplizen Film in Koproduktion mit Erfttal Film und der Deutsche Columbia Pictures Filmproduktion. Als Produzenten traten Janine Jackowski, Jonas Dornbach und Klaus Dohle in Erscheinung; als Koproduzenten agierten Markus Reinecke, Martin Bachmann und Eva van Leeuwen. Tschirner wirkte wiederum als Associate Producer. Produktions- und Verleihförderung erhielt das Projekt durch die Filmförderungsanstalt, die 700.000 Euro zur Verfügung stellte, sowie die Filmförderung Hamburg Schleswig-Holstein (FFHSH), die Gut gegen Nordwind mit 190.000 Euro bezuschusste. Weitere Fördergelder stellten die Film- und Medienstiftung NRW mit rund 750.000 Euro und das Medienboard Berlin-Brandenburg mit 300.000 Euro bereit.

## Kritiken
Knut Elstermann von MDR Kultur bewertete Gut gegen Nordwind in seiner Kritik mit vier von fünf Sternen und bezeichnete die Produktion als „romantischen, sehr gut gespielten Film, der auf große Gefühle setzt, auch wenn sie hier nicht aus der unmittelbaren Begegnung erwachsen – vielleicht sind sie gerade deshalb umso größer und überwältigender“. Nora Tschirner und Alexander Fehling machten „auf erstaunliche Weise glaubhaft, dass ein begehrenswertes Bild des anderen aus der Sprache heraus entstehen kann, einzig und allein aus einer Projektion der Sehnsucht.“ Neben dem Spiel lobte er vor allem Jane Ainscoughs „sorgfältiges Drehbuch“.
„Eine dank kluger Inszenierung und exzellentem Spiel eine ebenso berührende wie authentisch anmutende moderne Love-Story“, urteilte Oliver Kube in seiner Kritik für Filmstarts. Tschirner und Fehling gelinge „es trotz der räumlichen Trennung eine absolut glaubhafte Korrelation ihrer Charaktere zu kreieren, die das Publikum berührt, mitfühlen und in manchen Momenten sogar mitleiden lässt“. Bei „aller Melancholie, die die Handlung sowie ihre Umsetzung mit ruhiger Kameraführung, einem von eher sanften, verspielten Klängen bestimmten Score und meist gedämpftem Licht über weite Strecken ausstrahlen, schafft Jopp es dennoch, eine gewisse Leichtigkeit beizubehalten, die das positive Gefühl des Verliebtseins illustriert“. Dies sei neben den beiden Hauptdarstellern primär Drehbuchautorin Jane Ainscough, aber auch den „geschickten Schnitten“ von Andrew Bird zu verdanken.
„Kinoromanzen laufen meist nach den gleichen schnöden Mustern ab. Die Romanverfilmung Gut gegen Nordwind ist eine wohltuende Ausnahme“, befand Christian Horn von der Westdeutschen Allgemeinen Zeitung. Jopp könne sich auf neben ihrem „glänzenden Liebesduo“ verlassen  und finde „allerlei kreative Wege, die E-Mail-Romanvorlage ins Filmische zu übersetzen. Die vielen Nachrichten werden entweder modern ins Bild eingeblendet oder aus dem Off verlesen. So und durch ein paar symbolische Bilder entsteht eine Nähe zwischen den Figuren, die auch ohne gemeinsame Szenen glaubhaft wirkt. Und gleichzeitig gibt es einen Twist, der dem Plot neue Würze verleiht, bevor das Ende wieder perfekt auf den Punkt inszeniert ist. Man bekommt, wofür man gezahlt hat, und ein bisschen mehr davon“.
„Mit starken Schauspielern gelingt, bis auf eine kurze Durststrecke, eine glaubwürdige Umsetzung“, resümierte der Stern. Für Glaubhaftigkeit sorgten vor allem „die beiden Hauptdarsteller Fehling und Tschirner. Trotz räumlicher Trennung machen sie durch ihre Blicke und Gesichtsausdrücke beim Lesen und Verfassen ihrer Nachrichten deutlich, dass sie sich nahe sind.“ Besonders am Anfang glänze der Film auch „mit dem pointierten, trockenen Humor der E-Mails“. Der „erste Zauber des E-Mail-Dialogs“ verfliege jedoch „zur Mitte des Films. Es folgen teilweise eintönige Szenen, in denen sich Emmi und Leo hinter ihren Laptops verstecken und ihre digitale Insel partout nicht verlassen wollen. Eine Entscheidung muss her: Erst am Ende nimmt der Film noch einmal Fahrt auf, als sich jemand in den E-Mail-Verkehr einmischt und ein Aufeinandertreffen der scheinbar Seelenverwandten kurz bevorsteht – einen größeren Spannungsverlauf kann man bei einer Romanze via Web vielleicht auch nicht erwarten“.

## Erfolg
Gut gegen Nordwind feierte am 3. September 2019 im Cinedom in Köln Weltpremiere. Die Freigabe zur öffentlichen Aufführung erfolgte ab 12. September durch den Sony-Pictures-Verleih. Presseberichten zufolge zählte die Produktion nach Ende des ersten Vorführwochenendes rund 65.000 Besucher (105.000 inklusive Previews) in 476 Kinos. Der Film konnte sich damit als höchster Neueinsteiger hinter Es Kapitel 2, Once Upon a Time in Hollywood und Der König der Löwen auf Platz vier der deutschen Kinocharts platzieren. Das Einspielergebnis betrug dabei rund 580.000 Euro. In Österreich stieg Gut gegen Nordwind am Startwochenende hinter Es Kapitel 2 auf Platz zwei der Kinocharts ein. Das Einspielergebnis betrug rund 128.000 Euro.